# Герстунген
Герстунген (нем. Gerstungen) — община в Германии, в земле Тюрингия. 
Входит в состав района Вартбург.  Население составляет 6033 человека (на 31 декабря 2010 года). Занимает площадь 75,51 км².
Коммуна подразделяется на 7 сельских округов.

## Достопримечательности
- Замок Бранденбург